# Vasile Gheorghe Coțofan
Vasile Gheorghe Coțofan (n. 27 februarie 1934, Berința, România – d. 5 aprilie 2017, Iași, România) a fost medic veterinar, profesor de Anatomie Comparată la Facultatea de Medicină Veterinară a Universității Agronomice „Ion Ionescu de la Brad”, Iași.
Fiu al preotului Ioan Coțofan și al învățătoarei Lucreția, Vasile Coțofan a fost educat în satul natal, cu grija bunicului său, protopopul Gheorghe Gheție. Urmează, apoi, cursurile Colegiului Național „Gh. Șincai”, din Baia Mare, dovedind un talent de excepție la desen. Între 1952-1957 urmează Facultatea de Medicină Veterinară din București, în cadrul căreia va deveni șef de laborator la Catedra de Anatomie. A fost doctor în medicină veterinară, obținând doctoratul în 1970 cu lucrarea „Anatomia artistică a calului”. Din 1961 a profesat la Iași, unde a fost profesor universitar și membru de onoare al Academiei de Știinte Agricole și Silvice (ASAS) din 2013 (fiind membru corespondent din 1991). Profesorul Vasile Coțofan a fost Doctor Honoris Causa a trei universități: Timișoara, Cluj, Chișinău.

## Biografie
Născut în satul Berința, în județul Maramureș, în sânul unei familii tipice pentru perioada interbelică – tatăl preot, Ioan, mama învățătoare -  Vasile Coțofan a luat viață pe 27 februarie 1934, chiar în clădirea școlii din sat, ceea ce nu poate fi doar o coincidență, având în vedere evoluția sa ulterioară, până la a reprezenta o personalitate în mediul universitar și un model, nu numai pentru nenumărați studenți, dar și pentru tineri care doar au auzit despre realizările sale și le apreciază. 
Urmând cursurile claselor primare, având-o ca exigentă îndrumătoare pe a sa mamă – Lucreția - el și-a dezvăluit valențele artistice, impresionând prin frumusețea desenelor și a sculpturilor sale. Încă din perioada premergătoare claselor primare, acesta o însoțea adesea pe mama sa la orele de desen ale elevilor mai mari, pentru a desena, pe tablă, folosind cretă, diverse obiecte din gospodărie, animale domestice etc. Deși nu era o activitate accesibilă unui copil de vârsta sa și în ciuda faptului că nu dispunea de condițiile adecvate, Vasile reușea să transpună uimitor ceea ce i se solicita. Întrebat fiind despre cum poate să reproducă atât de bine ceea ce observă în jurul său, acesta răspundea că, pur și simplu, așa vede el totul. Cu siguranță această explicație revelează aptitudinile și, neîndoios, talentul, pe care le-a deținut domnul profesor Vasile Coțofan. Acestea s-au dovedit ulterior și datorită interesului pentru sculptură. Inițial disimulată prin joacă și pusă pe seama curiozității specifice copilăriei, pasiunea pentru a modela a început ușor, ușor să dea naștere unor figurine extraordinar de expresive, reprezentând animale, obiecte „gospodărești” și, mai apoi, personaje mitologice. 
Tânărul Vasile Coțofan și-a continuat studiile la prestigiosul liceu ”Gheorghe Șincai” din Baia Mare. Acești ani i-au oferit posibilitatea de a-și contura talentul actoricesc, jucând, în ovațiile colegilor, rolul lui Nae Cațavencu, în comedia „O scrisoare pierdută”. 
În 1952, odată terminat liceul, a început adevărata sa înălțare. Admiterea la facultate a fost, din nefericire, o perioada tulburătoare pentru el, întrucât a coincis cu reținerea tatălui său de către Securitate, fapt care l-a afectat în mod direct pe viitorul student Vasile Coțofan, acesta fiind nevoit să renunțe la visul său de a deveni artist plastic, neonorând invitația rectorului de a studia la Universitatea de Arte Plastice din București. Eventual, domnul profesor a intrat la Facultatea de Medicină Veterinară din București, singurul loc în care nu îl urmăreau umbra amenințătoare a Securității.  Aceasta nu a fost însă o greșeală regretată vreodată, ci a reprezentat punctul norocos al dezvoltării sale de excepție. Domnului profesor Vasile Coțofan i-a servit drept model unchiul său matern – academicianul și medicul veterinar Vasile Gheție -, iar după 5 ani de facultate, la recomandarea Ministerului Agriculturii, proaspăt absolventul Vasile Coțofan a rămas, în calitate de Șef de Laborator, la Catedra de Anatomie Comparată și Topografică. 
Perioada studenției a fost crisalida maturizării profesorului, locul de pornire al unei ascensiuni pe plan universitar, care a debutat în București cu postul obținut în 1957, dar care a continuat în Iași, din 1961, la Catedra de Anatomie Comparată și Topografică a Facultății de Medicină Veterinară și care a culminat cu titlul de Doctor Honoris Causa.  
Datorită meritelor sale deosebite, atât în activitatea de afirmare a școlii de medicină veterinară românească, cât și în cercetarea științifică pe plan național și mondial, soldată cu peste 30 de lucrări științifice, domnul profesor Vasile Coțofan a primit titlul de Doctor Honoris Causa al Universității de Științe Agricole a Banatului din Timișoara (martie 1999), al Universității de Științe Agricole și Medicină Veterinară din Cluj-Napoca (octombrie 1999) și al Universității Agrare de Stat din Republica Moldova.

## Cariera de profesor universitar
Domnul profesor Vasile Coțofan nu a dezertat niciodată de la valorile predate de bunicul său, ci s-au reflectat și în acțiunile viitoare ale acestuia. În acest sens, doctor Marius Obreja, unul dintre foștii studenți în ochii și în inima căruia Vasile Coțofan a rămas un profesor înnăscut, cu un talent artistic rar, afirma: “Era absolut corect cu notele, întrucât își dădea seama foarte repede de cât știai tu, de facto. În acele momente, nu puteam aprecia aceste lucruri, însă, retrospectiv, conștientizez importanța cerințelor dumnealui”. 
Își impresiona, în mod constant, atât studenții, cât și colegii, prin modul său natural de a se comporta, marcat de politețe, de noblețe și, mai ales, prin ținută. Se afișa, în permanență, în costum, purtând pălărie și baston, ceea ce îi dădea un aer grandios, venit din altă epocă, pentru care lumea ce îl înconjura nu era pregătită. Fizionomia dumnealui impunea respect, odată cu vestimentația și personalitatea. Ochii săi albaștri ca de gheață și barba albă erau cele care loveau la o primă privire.  

### Artă și anatomie
Pasiunea pentru artă a rămas o constantă a profesorului, care a lăsat în urma sa picturi de o deosebită expresivitate, sculpturi în gips și în bronz sau porțelan, obiecte de metaloplastie, prelucrări artistice în lemn, pline de sensibilitate și de talent. Pasionat vânător, recitator din Coșbuc și Macedonski, din care știa sute de versuri, colecționar, posesorul uneia dintre cele mai bogate colecții de fluturi exotici, numărând peste 600 de exemplare foarte rare. Profesorul era neobosit în cultivarea pasiunilor sale și în transmiterea acestui simț estetic și către studenți. Îmbinând cele două laturi ale personalității sale, a creat zeci de exponate, mulaje, piese conservate pentru un muzeu de anatomie unic, ce astăzi îi poartă numele. 

### Titluri științifice și academice
- Doctor în Medicină Veterinară cu diploma 127 Seria A eliberată de Institutul Agronomic “Nicolae Bălcescu” București – subiectul tezei: Anatomia artistică a calului
- Doctor Honoris Causa al Universității de Științe Agricole și de Medicină Veterinară a Banatului, Timișoara;
- Doctor Honoris Causa al Universității Agronomice și de Medicină Veterinară Cluj-Napoca;
- Doctor Honoris Causa al Universității Agrare de Stat din Republica Moldova.

### Premii și brevete
- 18.06.1986: Titlul de Profesor Universitar Evidențiat, acordat de Ministerul Educației și Învățământului
- 7.02.2004: Diplomă de onoare, USAMV Iași
- 27.02.2004: Diplomă de onoare, USAMVB Timișoara
- 25.02.2004: Diplomă de excelență, USAMV Cluj-Napoca
- 2013: Pentru întreaga activitate este inclus în Dicționarul Personalităților din România - Biografii Contemporane, editat de ONG Eco-Europa, redacția Romanian Biografic Institute, pag. 134
- 27.02.2014: Diplomă de excelență, USAMV București

### Publicații și activitate științifică
- 1965-1968: Musculatura gambieră la bou și cal (scara 1/1), musculatura capului la câine (scara 1/1), musculatura membrelor anterioare la bou și la cal (scara 1/1);
- 1975: Anatomia topografică a animalelor domestice, vol. I și II;
- 1981: Atlas de Anatomia de las Aves Domesticas, d. Acribia Paraninfo - în colaborare cu V. Gheție, Șt. Chițescu, Ed. Acribia, Madrid, Spania.
- 1985: Anatomia comparată a animalelor domestice, vol. I și II, în colaborare cu E. Paștea, V. Nicolescu, Șt. Chițescu, S. Radu, M. Miclea, N. Cornilă și R. Palicica. Editura Didactică și Pedagogică, București;
- 1999- 2000: Anatomia animalelor domestice, vol. I (Aparatul de susținere și mișcare) și vol. III (Aparatul circulator și sistemul nervos), în colaborare cu R. Palicica, Valentina Hrițcu, Carmen Ganță, V. Enciu, Editura Orizonturi universitare, Timișoara;
- 2007: Anatomia animalelor domestice, vol. II, în colaborare cu Valentina Hrițcu, R. Palicica, G. Predoi, A. Damian, C. Spătaru, Carmen Ganță, V. Enciu, Editura Orizonturi universitare, Timișoara.

## Legături externe
- http://www.uaiasi.ro/index.php?lang=ro&pagina=pagini/5_honoris.html
- https://www.usamvcluj.ro/eng/index.php/honoris-1 Arhivat în 23 martie 2020, la Wayback Machine.